# Arno Wehling
Arno Wehling (Río de Janeiro, 1947) es un historiador brasileño.

## Carrera
Se desempeña en la Universidad Federal de Río de Janeiro y en la Universidad Gama Filho como catedrático de Teoría y Metodología de la Historia, y en la Universidad de Río de Janeiro como docente en Historia del Derecho.
Es investigador del Conselho Nacional de Pesquisa do Brasil, donde ha tenido diferentes cargos, entre ellos el de decano.
Participa de diferentes instituciones académicas de su país y del extranjero, siendo entre otros cargos Presidente del Instituto Histórico y Geográfico Brasileño.
Participó como orador en numerosos congresos y simposios.

## Obra
Produjo ensayos e investigaciones, que abarcan diferentes temáticas como la epistemología de la historia, historiografía e historia del derecho brasileño: 
- Os níveis da objetividade histórica (1974)
- Administração portuguesa no Brasil, 1777-1808 (1986)
- A invenção da história: estudos sobre o historicismo (1994)
- Formação do Brasil Colonial (1994).
- Estado, história, memória (1999).